# Google Search Console
 (août 2017).
Si vous disposez d'ouvrages ou d'articles de référence ou si vous connaissez des sites web de qualité traitant du thème abordé ici, merci de compléter l'article en donnant les références utiles à sa vérifiabilité et en les liant à la section « Notes et références ».
Google Search Console (anciennement Outils Google pour les webmasters) est un service gratuit de Google destiné aux webmestres. Il permet de vérifier si leur site est indexé par le moteur de recherche et d'optimiser son référencement en fournissant des statistiques et des conseils personnalisés.

## Utilisation
Google Search Console permet notamment pour les webmasters de :
- diminuer la fréquence d'exploration du site ;
- avoir une liste de pages (internes et externe au site) qui comportent des liens retour
- connaître pour chaque jour
  - les mots-clés des recherches ayant affiché un lien vers le site,
  - le nombre de fois où elles ont effectivement conduit à une consultation ;
- voir les statistiques de visite du site par le robot indexeur de Google ;
- soumettre et vérifier la validité d'un sitemap ;
- produire et vérifier la validité d'un fichier robots.txt ;
- indiquer le domaine que l'on souhaite voir affiché par Google, et les pages proposées au-dessous de celui-ci
- analyser une page comme Googlebot pour voir une page du site telle qu'elle est vue et indexée par le Googlebot ;
- obtenir des suggestions d'amélioration HTML de son site
- obtenir un rapport d'erreurs sur les Google Accelerated Mobile Pages (AMP)
- demande la suppression d'URL de l'index
- vérifier si la vitesse de chargement des pages est optimale (Core Web Vitals)

Une fonction absente du menu de Google Search Console permet de désavouer des liens lorsqu'un un webmestre se rend compte que de nombreux liens pointant vers son site ne respectent pas les consignes de Google. Ces liens pouvant être à la base de certaines pénalités, Google propose donc un système de désaveu qui consiste en un envoi de fichier texte comportant les liens à désavouer ou les domaines (avec la syntaxe domain:example.com). Mais il faut être vigilant avec cet outil qui peut nous entraîner à désavouer un lien qui n'est pas toxique.
De nombreux outils utilisés par les référenceurs se connectent à Google Search Console pour consolider leurs données avec celles de Google.

## Historique
- Mai 2015 : Google Webmaster Tools change de nom pour Google Search Console[2],[3]
- Janvier 2018 : Une nouvelle interface de Google Search Console est lancé, l'outil ayant été complètement repensé. Il permet entre autres d'avoir un historique de 16 mois de mots-clés contre 3 mois précédemment.
- Le 1er août 2017, Google a annoncé la refonte et le lancement de la version bêta de la nouvelle Search Console, qui était initialement ouverte à un petit groupe d'utilisateurs[4].
- Le 4 septembre 2018, la nouvelle Search Console (bêta) est devenue une version de travail et un processus de migration de l'ancienne version vers la nouvelle version a commencé[5].
- Le 25 janvier 2019, les informations ont été mises à jour avec les nouvelles modifications qui ont été apportées et celles qui sont en préparation[6].
- Le 9 septembre 2019, Google a dit au revoir à l'ancienne version de la Search Console, a redirigé les pages du tableau de bord et d'accueil vers la nouvelle version et a supprimé les anciens rapports[7].